# Kozara (település)
Kozara (szerbül: Козара), szerb falu Gradiška községben, Bosznia-Hercegovinában, Bosanska krajina területén, a Szerb Köztársaságban. 

## Fekvése
Bosznia-Hercegovina északi részén, a Potkozarje területén, Banja Lukától légvonalban 27, közúton 45 km-re észak-északnyugatra, községközpontjától légvonalban 19, közúton 26 km-re délnyugatra, a Kozara-hegység keleti részén, 250-600 méteres magasságban a hegyek közt, szétszórtan fekszik. 

## Népessége
| Nemzetiségi csoport | Népesség 1991 | Népesség 2013 |
| ------------------- | ------------- | ------------- |
| Szerb               | 126           | 46            |
| Bosnyák             | 0             | 0             |
| Horvát              | 0             | 0             |
| Jugoszláv           | 0             | 0             |
| Egyéb               | 0             | 0             |
| Összesen            | 126           | 46            |

## Története
A település, mint Turjak község része 1878-ig tartozott az Oszmán Birodalomhoz, ekkor a berlini kongresszus határozata alapján az Osztrák-Magyar Monarchia része lett. A monarchia szétesésével 1918-ban előbb a Szerb-Horvát-Szlovén Királyság, majd 1929-től a Jugoszláv Királyság része. Jugoszlávia megszállása után a település a Független Horvát Állam (NDH) része lett. Lakói közül sokan csatlakoztak a Kozara-hegységben meghúzódó partizánokhoz. Sok helybeli nem élte túl a második világháborút, közülük többen pusztultak el a partizánmozgalomban és az usztasa táborokban. Az 1941 novemberi usztasa terror után csak 1942 kora őszén kezdett visszatérni az élet, amikor horvát partizánok Szlavóniából sok elhurcolt helybelit visszahoztak. 1944 januárjában ismét erős ellenséges erők támadták meg a Kozara vidékét. Az újabb offenzíva a sorban borította sötétségbe a környék falvait. 1945-től a település a szocialista Jugoszlávia része lett. A boszniai háború idején a település a Boszniai Szerb Köztársaság része volt. A daytoni békeszerződést követő területfelosztásnál a település Bosanska Gradiška község részeként a Szerb Köztársaság területéhez került.